# مایکل تاورا
مایکل تاورا (انگلیسی: Michael Tavera؛ زادهٔ ۲۴ سپتامبر ۱۹۶۱) آهنگساز سینما و تلویزیون اهل ایالات متحده آمریکا است. وی از سال ۱۹۸۳ میلادی تاکنون مشغول فعالیت بوده‌است.

## فیلم‌شناسی
- زمین قبل از زمان ۲: ماجراهای دره بزرگ
- زمین قبل از زمان ۳: زمان دادن بزرگ
- زمین قبل از زمان ۴: سفر از طریق مه
- آقای ماگو
- زمین قبل از زمان ۵: جزیره اسرارآمیز
- دختر
- سیندرلا ۲: رویاها به حقیقت می‌پیوندند
- تار شارلوت ۲: حادثه‌ای بزرگ ویبلر
- استیچ!
- تام و جری در دیدار با شرلوک هولمز
- تام و جری: اژدهای گمشده
- تام و جری: در جستجوی جاسوس
- اجساد ممتاز